# Ruby Jerins
Ruby Jerins (10 de abril de 1998) es una actriz estadounidense, conocida por interpretar a Grace Peyton en la exitosa comedia Nurse Jackie, y a Caroline en la película Remember Me.

## Biografía
Ruby es hija del artista Edgar Jerins y la actriz Alana Jerins. Tiene una hermana menor, Sterling Jerins, que también es actriz. En junio del año 2007 fue premiada por excelencia en Arts Scholarship.

## Carrera
Ruby debutó el año 2001 en la película The Wedding, junto a Jaid Barrymore y Stephen C. Bradbury, donde interpretaba a la niña de las flores. También fue una estrella invitada en la serie de televisión Law & Order y tuvo un papel recurrente en Six Degrees. En el año 2010 tuvo participaciones importantes en dos películas: interpretó a la hija de Leonardo DiCaprio en Shutter Island y a la hermana pequeña, Caroline, del personaje de Robert Pattinson en el drama Remember Me. Actualmente se la puede ver interpretando a Grace Peyton en la comedia estadounidense Nurse Jackie.

## Filmografía
| Año       | Película                          | Personaje              | Notas                                        |
| --------- | --------------------------------- | ---------------------- | -------------------------------------------- |
| 2001      | The Wedding                       | La chica de las flores |                                              |
| 2004      | Water                             | Mary                   |                                              |
| 2006      | Guiding Light                     | Katie                  | Tv Series                                    |
| 2006      | Saturday Night Live               | Princess Amendola      | Tv Series                                    |
| 2007      | Zoe's Day                         | Zoe                    | Corto                                        |
| 2007      | Kidnapped                         | Annabelle Kellogg      | Serie de televisión; "Do Unto Others"        |
| 2007      | As the World Turns                | Jill Marks             | Serie de televisión; 5 episodios, 2006–2007  |
| 2007      | Six Degrees                       | Eliza Morgan           | Serie de televisión; 12 episodios, 2006–2007 |
| 2008      | Law & Order                       | Lacy Talbot            | Serie de televisión; episodio "Falling"      |
| 2009      | Taking Chance                     | Olivia Strobl          | Película de tv                               |
| 2009-2015 | Nurse Jackie                      | Grace Peyton           |                                              |
| 2010      | Shutter Island                    | Rachel Laeddis         |                                              |
| 2010      | Remember Me                       | Caroline Hawkins       |                                              |
| 2010      | Law & Order: Special Victims Unit | Rose Samonsky          | Serie de televisión; episodio "Bullseye"     |

- Datos: Q433997